# 케네스 R. 셰드릭
케네스 R. 셰드릭(영어: Kenneth R. Shadrick, 1931년 8월 4일 ~ 1950년 7월 5일)은 미국의 육군 병사로, 한국 전쟁이 발발하면서 전쟁에 참전하였다. 이후 전쟁에서 작전 중 사망한 첫 미군 전사자로 잘못 보도되었다.
셰드릭은 켄터키주 할런군에서 10남매의 셋째로 태어났다. 1948년 고등학교를 중퇴한 뒤 미군에 입대하여 1년간 일본에서 복무하다 1950년 한국 전쟁이 발발하면서 당시 소속 부대였던 제24보병사단 제34보병연대 소속으로 한국에 파병되었다. 정찰하던 도중에 북한군의 T-34 탱크의 기관총에 맞아 숨졌고, 그의 시신은 종군기자인 마거리트 히긴스가 전쟁을 취재하던 전초기지로 옮겨졌다. 히긴스는 이후 셰드릭을 한국 전쟁에서 사망한 첫 번째 미군이라고 잘못 보도하였고, 이는 미국 전역의 미디어에 퍼지게 된다. 그의 삶은 사람들에게 알려지기 시작했고, 장례식에는 수백 명의 사람들이 참석하였다.
케네스 R. 셰드릭은 미군의 첫 전투였던 오산 전투에 참여한 스미스 특수임무부대(제21연대 1대대가 주축) 소속이 아니고 34연대 소속으로 오산 전투 이후 벌어진 평택 전투에서 전사를 하였는데 오산 전투에서 전사한 6.25 전쟁 첫 미군 전사자로 잘못 알려졌고 현재도 6.25 전쟁 첫 미군 전사자로 잘못 인용되는 경우가 많다.

## 어린 시절과 교육
케네스 R. 셰드릭은 1931년 8월 4일 켄터키주의 할런군에서 태어났다. 석탄 광부인 아버지 시어도어 셰드릭과 어머니 루실 셰드릭의 10남매 중 셋째로 태어났다. 대공황을 겪으며 자라왔고, 이후 셰드릭네 가족은 웨스트버지니아주의 와이오밍으로 이사를 갔고, 아버지가 석탄 채굴 일자리를 찾고 있을 때는 32 km 떨어진 스킨 포크라는 외딴 도시로 이주하였다. 셰드릭은 어린 시절 서부를 배경으로 한 책이나 잡지 등 다양한 관심사의 책을 많이 읽어 가족들이 "독서광(an avid reader)"라는 별명을 붙여주기도 하였다. 또한 자신의 자전거를 타는 것을 좋아했고, 가끔은 사냥을 하기도 했다.
셰드릭은 1947년 파인빌 고등학교에 입학하였고, 듣는 수업에서 최고 점수를 받았다. 1948년 2학년이 되었을 때, 나이에 비해 작은 체구였지만 축구에 대한 관심을 키우면서 학교 축구 팀을 창설하였다. 이 팀은 유니폼을 살 여유가 없었고, 셰드릭의 아버지는 옷 한 벌을 사는 데 5달러를 주었지만, 1948년 10월 사물함에서 도난당했다. 이로 인해 셰드릭은 학교를 중퇴하였고, 그날 이후로도 복학을 거부했다고 한다. 한 달 후, 셰드릭과 친구는 미군에 입대하였다. 셰드릭의 아버지는 후에 그 도난당한 5달러가 셰드릭이 군대에 입대하게 된 이유라고 언급하였으며, 이게 아들의 죽음을 간접적으로 알려준 것이라 느꼈다고 언급하였다.
1948년 11월 10일 셰드릭은 켄터키주 포트 녹스에 기본 전투 훈련을 받기 위해 떠났다. 그리고 17살이 되었을 때, 셰드릭은 부모님께 자신이 입대할 수 있도록 서류에 서명을 해달라고 설득하였다. 셰드릭은 1949년 2월 훈련을 다 마치고 제2차 세계 대전 이후 점령 임무를 위해 제24보병사단의 제34보병연대에 들어가게 되었고, 연대에 합류하기 위해 일본으로 갔다. 셰드릭은 자신의 사단과 함께 규슈에서 1년을 보냈다. 그의 가족들은, 셰드릭은 처음에 일본 여행을 즐겼으나, 1950년 6월부터 점점 일본에 싫증을 느끼기 시작했으며, 편지로 우울함을 표시했다고 이야기했다.

## 경력
1950년 6월 25일 새벽, 북한군 10개 사단이 남한에 대한 전면 침공을 목적으로 남하하였다. 6개 열에 8만 9000여 명을 거느리고 진격해 온 북한군은 장비가 제대로 갖춰져 있지 않고 군사 훈련도 제대로 되어 있지 않았던 한국군을 기습적으로 붙잡아 연승하였다. 북한군은 한국군의 저항을 계속 무마시키며 3만 8000여 명의 최전방 병사들을 상대로 남진하였다. 대부분의 한국군은 침략에 직면하여 후퇴하였고, 6월 28일까지 북한군은 남한의 임시 수도였던 서울을 점령하고 정부와 엉망진창이 된 군사가 남쪽으로 도망치도록 하였다.
한편 유엔 안전 보장 이사회는 이날 표결에서 미국 대통령인 해리 S. 트루먼에게 원조를 보내달라고 부탁하기로 결정하였다. 이윽고 트루먼은 지상군을 한국에 파견하였다. 5년 전 제2차 세계대전의 종전 이후 극동 지역의 미군은 꾸준히 감소해 왔고, 셰드릭의 사단은 전쟁 지역에서 가장 가까운 곳이었다. 이에 윌리엄 F. 딘 소장의 휘하에 있던 사단은 훈련의 강도가 낮았고, 장비도 군비 절감으로 인해 구식 장비였다. 이러한 결함이 있음에도 불구하고, 사단은 한국 전쟁에 참전하라는 명령을 받았고, 나머지 제8군이 도착하여 방어 태세를 확립할 때까지 북한의 남진을 최대한 저지하는 임무를 맡게 되었다.
딘의 계획은 제24사보병사단 1개 대대를 더글러스 C-54 스카이마스터 수송기를 통해 한국으로 공수하고, 나머지 사단은 선박으로 수송하는 동안 전진하는 북한군을 차단하겠다는 것이었다. 제21보병연대는 제24보병사단의 3개 연대 중 가장 전투 준비가 잘 되어있었던 연대로 파악됐고, 제21보병연대 제1대대에 사령관 찰스 B. 스미스 중령이 있었다. 스미스는 제2차 세계 대전 중에서 과달카날 전역에서 대대를 지휘한 경험이 가장 노련한 사람이었다. 7월 5일 스미스 기동 부대는 오산 전투에서 북한군과 교전하여 북한군 보병 5000명을 7시간 지연시키며 패퇴하였다. 이때 540명의 병력에 60명 사망, 21명 부상, 82명 생포라는 매우 큰 부상자를 냈다. 사망자는 대부분 전쟁터에서 시체 상태로 남겨졌고, 실종자 중 많은 사람들은 몇 주 동안 소식이 없었다.
그 기간 동안 제34보병연대는 오산에서 남쪽으로 16 km 떨어진 평택과 안성에 이쓴 마을 사이에 줄을 세워 진격하는 북한군을 지연시키는 작전에 계속 맞서 싸웠다. 34보병연대는 전투 경험이 있는 병사가 거의 없는 등 전투 준비가 거의 안 되어 있는 상태였다. 이때 셰드릭은 제34보병연대 1대대 M9A1 바주카 팀의 일원으로 있었다.

## 전사

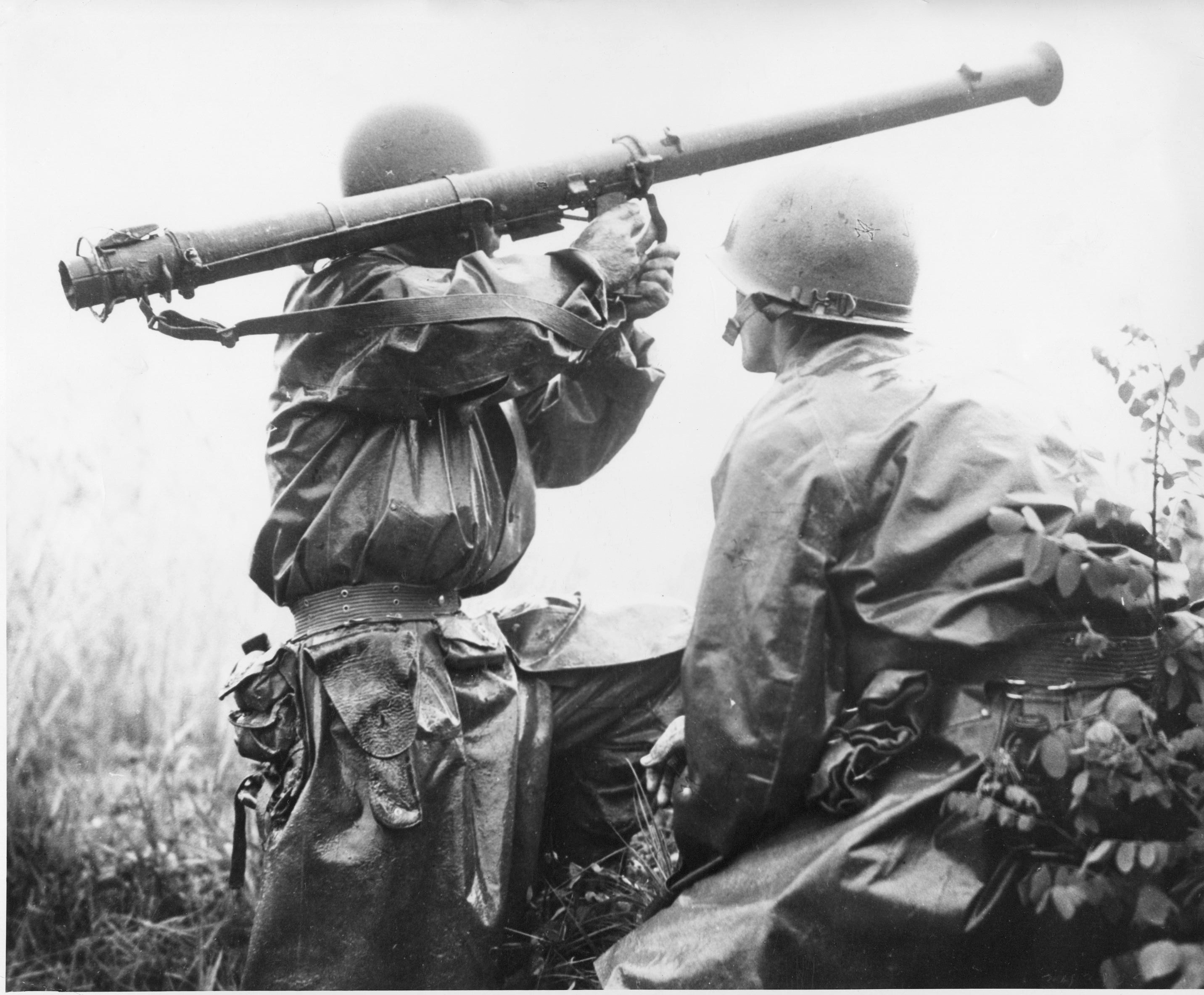
셰드릭(오른쪽)이 사망하기 바로 직전에 찍은 사진

스미스 특수임무부대가 오산 전투에서 철수를 시작한지 약 90분 후, 제34보병연대는 소형 정찰대의 일부로 셰드릭을 오산에서 남쪽으로 8 km 떨어진 서정리 마을로 북진시켰다. 찰스 E. 페인 중위의 지휘 아래 바주카 팀과 보병으로 구성되었던 이 작은 부대는 마을의 묘지에서 북쪽으로 가는 길에 북한의 T-34/85 탱크를 발견하였다. 셰드릭과 다른 바주카 군은 오후 4시경 장거리로 은폐되어 있는 위치에서 탱크에 바주카를 발사하기 시작하였다. 그때 당시 미 육군 전투 사진작가였던 찰스 R. 턴불 병장이 함께 있었다. 탄불은 셰드릭에게 바주카를 쏜 뒤 사진을 찍을 수 있도록 잠시 포즈를 취해달라고 요청하였고, 셰드릭은 이에 응하였다. 셰드릭은 바주카를 성공적으로 쐈고 잠시 멈췄다가 웅크린 자세에서 일어나 탱크에 맞았는지 확인하기 위해 몸을 노출시켰다. 이때 T-34가 기관총으로 총알을 발사했고, 두 발의 총알이 셰드릭의 가슴과 팔에 명중하였다. 이후 셰드릭은 얼마 가지 않아 상처로 사망하였다.
페인의 순찰대는 탱크를 파괴하지 않고 후퇴하여 셰드릭의 시신을 데리고 갔다. 부대는 평택에 있는 제34보병 사령부로 돌아와 마을에서 군대를 지휘하고 있던 조지 B. 바스 준장과 해럴드 B. 아이레스 대령에게 보고하였다. 이때 뉴욕 헤럴드 트리뷴의 전쟁 특파원이었던 마거리트 히긴스도 있었다. 히긴스는 셰드릭의 사망 소식을 전하면서 그를 한국 전쟁 최초의 미군 사망자라고 지칭하였다.
셰드릭의 가족은 라디오 방송에서 그의 이름을 들은 이웃으로부터 죽음을 알게 되었고, 며칠 후 전보를 통해 군으로부터 소식이 왔다. 이후 셰드릭의 가족에게 수많은 기자들과 추모하는 사람들이 근처로 오기 시작했다. 셰드릭의 시신은 미국으로 송환되었고, 1951년 6월 17일 웨스트버지니아주 벡리에서 수백 명의 이웃 주민들이 참석한 장례식이 거행되었다. 예배는 전쟁이 시작된 날과 같은 날로 정해졌다. 그의 깃발을 감싼 관은 말이 끄는 마차를 타고 마을 거리로 내려갔고, 마을에 있는 미군 군단 묘지에 묻혔다.

## 사후
셰드릭의 죽음에 관한 히긴스의 설명은 다시 널리 발표됐다. 타임은 1950년 7월 17일 셰드릭의 죽음에 대한 기사를 게재하면서 셰드릭을 한국 전쟁 최초의 "보고된" 전사자라고 묘사하였다. 라이프는 셰드릭이 한국 전쟁에 참전한 병사 중 사망한 첫 미군 병사라고 보도했으며, 이는 웨스트버지니아주 헌팅턴의 지역 신문 헤럴드 디스패치의 2011년 7월 4일자에 나온 것을 포함해 종종 인용되었다.
미국 재향 군인회는 와이오밍군 법원에 셰드릭의 기념비를 세웠다. 이 기념비에는 셰드릭이 속해 있던 부대, 사망 날짜, 그리고 "한국 전쟁의 첫 사망자"라는 말과 함께 "그는 자유를 위해 죽을 용기까지 내는 희생 정신을 가지고 있다...(생략)"라는 말이 새겨져 있다.
이후 나오는 출판물들에서는 셰드릭이 과연 한국 전쟁의 첫 미군 사망자인가에 대한 정확성에 물음표를 던졌다. 오산 전투에서 목격자들은 셰드릭이 사망하기 8시간 전인 8시 30분 경에 사살된 사병을 첫 사망자라고 언급하고 있다. 이 병사는 다른 T-34 탱크가 전투에서 불능화됐고 대원 중에 한 명이 PPSh-41로 인근 부대를 공격하며 사망하였다. 전투가 이루어졌던 곳에는 혼란 속에서 부상자와 사망자의 몸이 남겨졌고, 병력의 상당부분도 포로로 잡혀있었기 때문에, 셰드릭이 진짜 첫 사망자인지에 대한 것은 아직도 미스터리로 남아있다.

## 서훈
셰드릭의 서훈과 상은 다음과 같다.
| A metal device depicting a blue bar with a rifle, in front of a wreath of silver leaves. |  |  |  |
| A purple ribbon with white stripes on each end.                                          |  |  |  |
|                                                                                          |  |  |  |
| A blue ribbon with a gold outline.                                                       |  |  |  |
| A red circle with a black outline containing a green leaf shape with a yellow outline    |  |  |  |

| 전투 보병 기장                  |                     |                     |                  |
| 퍼플 하트 훈장                  |                     |                     |                  |
| 국방 종군 기장                  | 한국 전쟁 종군 기장 | 국제 연합 종군 기장 | 한국 전쟁 공훈장 |
| 대통령 부대 표창                |                     |                     |                  |
| 제24보병 사단 전시소속 부대표지 |                     |                     |                  |

### 문헌
- Alexander, Bevin (2003), 《Korea: The First War We Lost》, New York City: Hippocrene Books, ISBN 978-0-7818-1019-7
- Appleman, Roy E. (1998), 《South to the Naktong, North to the Yalu: United States Army in the Korean War》, Washington, D.C.: 미국 육군부, ISBN 978-0-16-001918-0, 2013년 11월 2일에 원본 문서에서 보존된 문서, 2020년 6월 26일에 확인함
- Catchpole, Brian (2001), 《The Korean War》, London, United Kingdom: Robinson Publishing, ISBN 978-1-84119-413-4
- Fehrenbach, T.R. (2001), 《This Kind of War: The Classic Korean War History – Fiftieth Anniversary Edition》, Washington D.C.: Potomac Books, ISBN 978-1-57488-334-3
- Harrity, Ralph Derr (2005), 《Q Clan: The First Summer of the Korean Conflict, June–September 1950, A Lieutenant's Memoir》, Pittsburgh: Dorrance Publishing Co., ISBN 978-0-8059-6748-7
- Robinson, Ed (2005), 《Images of America: Wyoming County》, Mount Pleasant, South Carolina: Arcadia Publishing, ISBN 978-0-7385-4173-0
- Varhola, Michael J. (2000), 《Fire and Ice: The Korean War, 1950–1953》, Mason City, Iowa: Da Capo Press, ISBN 978-1-882810-44-4